# 柏崎 (さいたま市)
柏崎（かしわざき）は、埼玉県さいたま市岩槻区の大字。郵便番号は339-0045。

## 地理
さいたま市岩槻区西部の大宮台地（岩槻支台）に位置する。岩槻インターチェンジの南東の地域である。北側で原町に、北側から東側にかけて城南に、東側で大字真福寺に、南東側で大字浮谷に、南側で大字横根に、西側で大字谷下に、西側から北側にかけて加倉に隣接する。岩槻駅からはやや離れており、雑木林や農地が多く残る。地区の北部は住宅地となっていたが、1989年以降の住居表示実施に伴い柏崎から分離され城南や原町が成立している。地区の西部に広がる沖積平野には東北自動車道・国道122号沿いに工場が立地する。
県重要遺跡の柏崎貝塚が地区内に存在する。

## 歴史
もとは江戸期より存在した埼玉郡岩槻領に属する柏崎村であった。
- 初めは岩槻藩領、1756年（宝暦6年）より幕府領となる[5]。なお、検地は1629年（寛永6年）に実施。
- 1871年（明治4年）11月13日：第1次府県統合により埼玉県の管轄となる。
- 1873年（明治6年）：柏崎学校（現・さいたま市立柏崎小学校）が開設される[5]。
- 1879年（明治12年）3月17日：郡区町村編制法により成立した南埼玉郡に属す。郡役所は岩槻町に設置。
- 1889年（明治22年）4月1日：町村制施行により、加倉村・柏崎村・横根村・谷下村・浮谷村・真福寺村が合併し、柏崎村が成立。柏崎村の大字柏崎となる[5]。
- 1954年（昭和29年）
  - 5月3日：柏崎村が岩槻町、新和村、和土村、川通村、河合村、慈恩寺村と合併し、岩槻町が成立[6]。岩槻町の大字となる。
  - 7月1日：岩槻町が市制施行し、岩槻市となる[6]。岩槻市の大字となる。
- 1966年（昭和41年）10月1日：住居表示実施により、大字加倉・大字岩槻・大字柏崎の各一部から東町一丁目・二丁目が成立[7]。
- 1989年（平成元年）11月6日：住居表示実施により、大字柏崎および大字真福寺の各一部から城南一丁目 - 五丁目が成立（大字柏崎からは一丁目が成立）。
- 1991年（平成3年）10月7日：住居表示実施により、大字加倉および大字柏崎の各一部から原町が成立。
- 2005年（平成17年）4月1日：岩槻市がさいたま市に編入合併され、さいたま市岩槻区の大字となる。

## 世帯数と人口
2017年（平成29年）10月1日時点の世帯数と人口は、以下のとおりである。
| 大字     | 世帯数  | 人口  |
| -------- | ------- | ----- |
| 大字柏崎 | 337世帯 | 859人 |

## 小・中学校の学区
市立小・中学校に通う場合、学区（校区）は以下のとおりとなる。
| 区域 | 小学校                 | 中学校                 |
| ---- | ---------------------- | ---------------------- |
| 全域 | さいたま市立柏崎小学校 | さいたま市立柏陽中学校 |

## 交通

### 鉄道
地内に鉄道路線は通っていない。最寄り駅は、全域が東武野田線（東武アーバンパークライン）の岩槻駅である。

### 道路
- 東北自動車道
- 国道122号

## 施設
- さいたま市立柏崎小学校
- 原町広域集会所
- 柏崎公民館
- 曹洞宗円福寺
- 久伊豆神社
- 柏崎原こども広場

## 関連文献
- 「柏崎村」『新編武蔵風土記稿』 巻ノ202埼玉郡ノ4、内務省地理局、1884年6月。NDLJP:764007/100。